# Llista d'asteroides/175501-175600
| Nom         | Designació provisional | Data de descobriment   | Lloc de descobriment | Descobridor/s         |
| ----------- | ---------------------- | ---------------------- | -------------------- | --------------------- |
| 175501 -    | 2006 RF82              | 15 de setembre de 2006 | Kitt Peak            | Spacewatch            |
| 175502 -    | 2006 RU95              | 15 de setembre de 2006 | Kitt Peak            | Spacewatch            |
| 175503 -    | 2006 RU97              | 15 de setembre de 2006 | Kitt Peak            | Spacewatch            |
| 175504 -    | 2006 RE101             | 14 de setembre de 2006 | Palomar              | NEAT                  |
| 175505 -    | 2006 RQ104             | 15 de setembre de 2006 | Apache Point         | A. C. Becker          |
| 175506 -    | 2006 SO2               | 16 de setembre de 2006 | Kitt Peak            | Spacewatch            |
| 175507 -    | 2006 SO8               | 16 de setembre de 2006 | Anderson Mesa        | LONEOS                |
| 175508 -    | 2006 SO11              | 16 de setembre de 2006 | Socorro              | LINEAR                |
| 175509 -    | 2006 SK14              | 17 de setembre de 2006 | Catalina             | CSS                   |
| 175510 -    | 2006 SX18              | 17 de setembre de 2006 | Kitt Peak            | Spacewatch            |
| 175511 -    | 2006 SP20              | 16 de setembre de 2006 | Palomar              | NEAT                  |
| 175512 -    | 2006 SH23              | 17 de setembre de 2006 | Anderson Mesa        | LONEOS                |
| 175513 -    | 2006 SS26              | 16 de setembre de 2006 | Anderson Mesa        | LONEOS                |
| 175514 -    | 2006 SW35              | 17 de setembre de 2006 | Anderson Mesa        | LONEOS                |
| 175515 -    | 2006 SL39              | 18 de setembre de 2006 | Catalina             | CSS                   |
| 175516 -    | 2006 SS41              | 18 de setembre de 2006 | Anderson Mesa        | LONEOS                |
| 175517 -    | 2006 SZ47              | 19 de setembre de 2006 | Catalina             | CSS                   |
| 175518 -    | 2006 SY50              | 17 de setembre de 2006 | Catalina             | CSS                   |
| 175519 -    | 2006 SR54              | 18 de setembre de 2006 | Catalina             | CSS                   |
| 175520 -    | 2006 SZ57              | 17 de setembre de 2006 | Anderson Mesa        | LONEOS                |
| 175521 -    | 2006 SY60              | 18 de setembre de 2006 | Catalina             | CSS                   |
| 175522 -    | 2006 SQ62              | 18 de setembre de 2006 | Catalina             | CSS                   |
| 175523 -    | 2006 SE70              | 19 de setembre de 2006 | Kitt Peak            | Spacewatch            |
| 175524 -    | 2006 SM72              | 19 de setembre de 2006 | Kitt Peak            | Spacewatch            |
| 175525 -    | 2006 SP72              | 19 de setembre de 2006 | Kitt Peak            | Spacewatch            |
| 175526 -    | 2006 SG73              | 19 de setembre de 2006 | Kitt Peak            | Spacewatch            |
| 175527 -    | 2006 SN89              | 18 de setembre de 2006 | Kitt Peak            | Spacewatch            |
| 175528 -    | 2006 SQ90              | 18 de setembre de 2006 | Kitt Peak            | Spacewatch            |
| 175529 -    | 2006 ST116             | 24 de setembre de 2006 | Kitt Peak            | Spacewatch            |
| 175530 -    | 2006 SH120             | 18 de setembre de 2006 | Catalina             | CSS                   |
| 175531 -    | 2006 SJ120             | 18 de setembre de 2006 | Catalina             | CSS                   |
| 175532 -    | 2006 SK122             | 19 de setembre de 2006 | Catalina             | CSS                   |
| 175533 -    | 2006 SE124             | 19 de setembre de 2006 | Catalina             | CSS                   |
| 175534 -    | 2006 SR126             | 21 de setembre de 2006 | Anderson Mesa        | LONEOS                |
| 175535 -    | 2006 SR142             | 19 de setembre de 2006 | Catalina             | CSS                   |
| 175536 -    | 2006 ST167             | 25 de setembre de 2006 | Kitt Peak            | Spacewatch            |
| 175537 -    | 2006 SZ173             | 25 de setembre de 2006 | Mount Lemmon         | Mount Lemmon Survey   |
| 175538 -    | 2006 SO193             | 26 de setembre de 2006 | Catalina             | CSS                   |
| 175539 -    | 2006 SY201             | 24 de setembre de 2006 | Kitt Peak            | Spacewatch            |
| 175540 -    | 2006 SU202             | 25 de setembre de 2006 | Anderson Mesa        | LONEOS                |
| 175541 -    | 2006 SP212             | 26 de setembre de 2006 | Kitt Peak            | Spacewatch            |
| 175542 -    | 2006 SO218             | 29 de setembre de 2006 | RAS                  | A. Lowe               |
| 175543 -    | 2006 ST218             | 29 de setembre de 2006 | Kitami               | K. Endate             |
| 175544 -    | 2006 SS243             | 26 de setembre de 2006 | Kitt Peak            | Spacewatch            |
| 175545 -    | 2006 ST253             | 26 de setembre de 2006 | Mount Lemmon         | Mount Lemmon Survey   |
| 175546 -    | 2006 SQ271             | 27 de setembre de 2006 | Mount Lemmon         | Mount Lemmon Survey   |
| 175547 -    | 2006 SS280             | 29 de setembre de 2006 | Anderson Mesa        | LONEOS                |
| 175548 -    | 2006 SG285             | 27 de setembre de 2006 | Moletai              | MAO                   |
| 175549 -    | 2006 SO290             | 25 de setembre de 2006 | Kitt Peak            | Spacewatch            |
| 175550 -    | 2006 SW300             | 26 de setembre de 2006 | Catalina             | CSS                   |
| 175551 -    | 2006 SW303             | 27 de setembre de 2006 | Mount Lemmon         | Mount Lemmon Survey   |
| 175552 -    | 2006 SO323             | 27 de setembre de 2006 | Kitt Peak            | Spacewatch            |
| 175553 -    | 2006 SB325             | 27 de setembre de 2006 | Kitt Peak            | Spacewatch            |
| 175554 -    | 2006 SA329             | 27 de setembre de 2006 | Kitt Peak            | Spacewatch            |
| 175555 -    | 2006 SZ331             | 28 de setembre de 2006 | Mount Lemmon         | Mount Lemmon Survey   |
| 175556 -    | 2006 SO352             | 30 de setembre de 2006 | Catalina             | CSS                   |
| 175557 -    | 2006 SH353             | 30 de setembre de 2006 | Catalina             | CSS                   |
| 175558 -    | 2006 SN353             | 30 de setembre de 2006 | Catalina             | CSS                   |
| 175559 -    | 2006 SX356             | 30 de setembre de 2006 | Catalina             | CSS                   |
| 175560 -    | 2006 SZ359             | 30 de setembre de 2006 | Catalina             | CSS                   |
| 175561 -    | 2006 SX366             | 19 de setembre de 2006 | Catalina             | CSS                   |
| 175562 -    | 2006 SF382             | 28 de setembre de 2006 | Apache Point         | A. C. Becker          |
| 175563 -    | 2006 SR389             | 30 de setembre de 2006 | Apache Point         | A. C. Becker          |
| 175564 -    | 2006 SK393             | 28 de setembre de 2006 | Catalina             | CSS                   |
| 175565 -    | 2006 TV                | 2 d'octubre de 2006    | Catalina             | CSS                   |
| 175566 -    | 2006 TM7               | 1 d'octubre de 2006    | Piszkéstető          | Piszkéstető           |
| 175567 -    | 2006 TM10              | 14 d'octubre de 2006   | Piszkéstető          | K. Sárneczky, Z. Kuli |
| 175568 -    | 2006 TT17              | 11 d'octubre de 2006   | Kitt Peak            | Spacewatch            |
| 175569 -    | 2006 TL19              | 11 d'octubre de 2006   | Kitt Peak            | Spacewatch            |
| 175570 -    | 2006 TO19              | 11 d'octubre de 2006   | Kitt Peak            | Spacewatch            |
| 175571 -    | 2006 TQ25              | 12 d'octubre de 2006   | Kitt Peak            | Spacewatch            |
| 175572 -    | 2006 TB42              | 12 d'octubre de 2006   | Kitt Peak            | Spacewatch            |
| 175573 -    | 2006 TK50              | 12 d'octubre de 2006   | Palomar              | NEAT                  |
| 175574 -    | 2006 TV54              | 12 d'octubre de 2006   | Palomar              | NEAT                  |
| 175575 -    | 2006 TW61              | 9 d'octubre de 2006    | Palomar              | NEAT                  |
| 175576 -    | 2006 TJ62              | 9 d'octubre de 2006    | Palomar              | NEAT                  |
| 175577 -    | 2006 TK75              | 11 d'octubre de 2006   | Palomar              | NEAT                  |
| 175578 -    | 2006 TU76              | 11 d'octubre de 2006   | Palomar              | NEAT                  |
| 175579 -    | 2006 TQ84              | 13 d'octubre de 2006   | Kitt Peak            | Spacewatch            |
| 175580 -    | 2006 TN90              | 13 d'octubre de 2006   | Kitt Peak            | Spacewatch            |
| 175581 -    | 2006 TR93              | 15 d'octubre de 2006   | Kitt Peak            | Spacewatch            |
| 175582 -    | 2006 TK94              | 15 d'octubre de 2006   | Catalina             | CSS                   |
| 175583 -    | 2006 TV94              | 15 d'octubre de 2006   | Lulin Observatory    | C.-S. Lin, Q.-z. Ye   |
| 175584 -    | 2006 TP99              | 15 d'octubre de 2006   | Kitt Peak            | Spacewatch            |
| 175585 -    | 2006 TW100             | 15 d'octubre de 2006   | Kitt Peak            | Spacewatch            |
| 175586 Tsou | 2006 TU106             | 15 d'octubre de 2006   | Lulin Observatory    | C.-S. Lin, Q.-z. Ye   |
| 175587 -    | 2006 TB109             | 2 d'octubre de 2006    | Mount Lemmon         | Mount Lemmon Survey   |
| 175588 -    | 2006 TK117             | 3 d'octubre de 2006    | Apache Point         | A. C. Becker          |
| 175589 -    | 2006 UD                | 16 d'octubre de 2006   | Catalina             | CSS                   |
| 175590 -    | 2006 UE5               | 16 d'octubre de 2006   | Kitt Peak            | Spacewatch            |
| 175591 -    | 2006 UU23              | 16 d'octubre de 2006   | Kitt Peak            | Spacewatch            |
| 175592 -    | 2006 UH30              | 16 d'octubre de 2006   | Kitt Peak            | Spacewatch            |
| 175593 -    | 2006 UM36              | 16 d'octubre de 2006   | Kitt Peak            | Spacewatch            |
| 175594 -    | 2006 UZ36              | 16 d'octubre de 2006   | Catalina             | CSS                   |
| 175595 -    | 2006 UY44              | 16 d'octubre de 2006   | Kitt Peak            | Spacewatch            |
| 175596 -    | 2006 UM56              | 18 d'octubre de 2006   | Kitt Peak            | Spacewatch            |
| 175597 -    | 2006 UF81              | 17 d'octubre de 2006   | Mount Lemmon         | Mount Lemmon Survey   |
| 175598 -    | 2006 UP86              | 17 d'octubre de 2006   | Mount Lemmon         | Mount Lemmon Survey   |
| 175599 -    | 2006 UT106             | 18 d'octubre de 2006   | Kitt Peak            | Spacewatch            |
| 175600 -    | 2006 UW176             | 16 d'octubre de 2006   | Catalina             | CSS                   |